# Nunca Fomos tão Felizes
Nunca Fomos tão Felizes és una pel·lícula brasilera del 1984, el primer llargmetratge dirigit per Murilo Salles i amb un guió escrit per Alcione Araújo i Jorge Durán, basat en el conte Alguma Coisa Urgentemente, de João Gilberto Noll.
La pel·lícula es va rodar l'últim any de la dictadura militar, ja que el març de 1985 el general João Figueiredo va passar el càrrec de president a José Sarney, que va prendre el relleu de Tancredo Neves].

## Argument
El llargmetratge té lloc l'any 1970 i retrata la vida de Gabriel, una jove orfe de mare, que el seu pare treu d'un internat religiós per viure a la ciutat de Rio de Janeiro i en arribar a Copacabana s'allotja en un apartament de l'exnòvia del seu pare. Poc sap de la vida del seu pare, un activista polític perseguit per la policia del règim militar, que amaga la seva informació i pretén distanciar-se emocionalment del seu fill. En adonar-se que hi ha misteris a la vida del seu pare, Gabriel comença a investigar a través de fotografies i diaris els secrets de la figura del seu pare.

## Repartiment
| Actor/Actriu     | Personatge         |
| ---------------- | ------------------ |
| Cláudio Marzo    | Beto               |
| Roberto Bataglin | Gabriel            |
| Susana Vieira    | D. Leonor          |
| Ênio Santos      | Padre Reitor       |
| Antônio Pompêo   | Venedor de hot-dog |
| Marcus Vinícius  | Pare               |
| Fábio Junqueira  | Policia            |
| Meiry Vieira     | Prostituta         |
| Angela Rebello   | Prostituta         |

## Principals premis
XII Festival de Gramado (1984)
- Premi de la crítica;
- Millor guionista per Alcione Araújo;
- Millor fotografia per José Tadeu Ribeiro;
- Premio Edgar Brasil de Fotografia.

XVII Festival de Brasília do Cinema Brasileiro
- Millor pel·lícula (Jurat Oficial i Popular);
- Millor guionista Alcione Araújo;
- Millor muntatge per Vera Freire.